# Kafr Şaqr
Kafr Şaqr (arabiska: كفر صقر) är en ort i Egypten.   Den ligger i guvernementet ash-Sharqiyya, i den norra delen av landet, 90 km norr om huvudstaden Kairo. Kafr Şaqr ligger 11 meter över havet och antalet invånare är 34 967.
Terrängen runt Kafr Şaqr är mycket platt. Runt Kafr Şaqr är det mycket tätbefolkat, med 1 819 invånare per kvadratkilometer. Närmaste större samhälle är Abu Kabir, 8,7 km sydost om Kafr Şaqr. Trakten runt Kafr Şaqr består till största delen av jordbruksmark.